# Адіна-Йоана Велян
Адіна-Йоана Велян (рум. Adina-Ioana Vălean; нар. 16 лютого 1968, Цинтя) — румунська політична діячка, парламентар у 2004—2007 рр., депутатка Європарламенту від Румунії з 2007 р. Голова комітету Європейського парламенту з питань промисловості, досліджень та енергетики з 10 липня по 27 листопада 2019 р. Єврокомісар із питань транспорту в комісії фон дер Ляєн з 1 грудня 2019 р.

## Життєпис
1990 року в Бухарестському університеті отримала диплом бакалавра з математики. Має ступінь магістра з досліджень питань безпеки та європейської інтеграції, здобула післядипломну освіту з національної безпеки та управління обороною.
До 1997 р. працювала вчителькою математики. З 1997 по 1999 р. була директором департаменту у Міністерстві молоді та спорту. З 1999 по 2001 рік працювала в двох неурядових організаціях.
Як член Національно-ліберальної партії 2006 року стала заступницею голови цієї політичної сили в повіті Прахова. Керувала партійними виборчими кампаніями. На парламентських виборах у Румунії 2004 р. обрана депутаткою Палати депутатів за списком альянсу «Справедливість і правда» від повіту Калараш.
Бувши спостерігачкою у Європейському парламенті, у зв'язку зі вступом Румунії в ЄС 1 січня 2007 р. посіла місце депутата Європарламенту та зберегла його за собою на виборах до Європарламенту в Румунії 2007 р. На наступних таких виборах у Румунії 2009 р. успішно пройшла переобрання. У Європарламенті 7-го скликання вступила в групу «Альянс лібералів і демократів за Європу» (стала в ній заступницею голови), Комітету з петицій та Комітету з питань промисловості, досліджень та енергетики. У 2014 та 2019 рр. повторно обиралася євродепутатом.
З 2014 по 2017 р. була однією з віце-президентів Європейського парламенту за врядування президента Антоніо Таяні, керуючи на цій посаді інформаційно-комунікаційними технологіями.
У 9-му скликанні Європарламенту працювала заступницею члена комісії з питань довкілля, охорони здоров'я та безпеки харчових продуктів, була заступницею члена делегацій комітету з парламентського партнерства між ЄС і Вірменією, комітету парламентського співробітництва між ЄС та Азербайджаном і Парламентського комітету асоціації Грузії з ЄС. Із 2 липня по 30 листопада 2019 р. була заступницею члена делегації у Парламентській асамблеї ЄВРОНЕСТ. Із 10 липня по 27 листопада 2019 р. очолювала комітет Європейського парламенту з питань промисловості, досліджень та енергетики.
У листопаді 2019 р. правоцентристський уряд прем'єра Людовика Орбана висунув Велян у парі з Зігфрідом Мурешаном кандидатами на посаду наступного європейського комісара від країни. Згодом голова Європейської комісії Урсула фон дер Ляєн зупинила свій вибір на Велян, обравши її наступним єврокомісаром з питань транспорту.

## Особисте життя
Одружена з Кріном Антонеску, має одну дитину.

## Нагороди
- Орден «За заслуги» III ст. (Україна, 23 серпня 2022) — за значні особисті заслуги у зміцненні міждержавного співробітництва, підтримку державного суверенітету та територіальної цілісності України, вагомий внесок у популяризацію Української держави у світі[9]